# 2009年维多利亚森林大火
2009年维多利亚森林大火，又稱黑色星期六大火（英語：Black Saturday bushfires），是2009年2月初在澳大利亞維多利亞州發生的大型山火。造成173人死亡，1万多人无家可归。大面积的农田和森林被摧毁。这是澳大利亚历史上最惨重的一次森林大火。初步調查結果，顯示有部份山火的起因是人為縱火。該場大火由於在發生在星期六，因此被稱作黑色星期六大火。

## 熱浪影響
山火原因起初被錯誤的認定為是維多利亞州百年一遇的熱浪所導致，2009年1月末以及2月初，以墨爾本市為首的維多利亞州和比鄰的南澳洲，經歷了百年不遇的熱浪襲擊，多個城市氣溫連續數日高達攝氏40度以上。但根據澳洲政府的全面的調查，發現一些嚴重的森林火災的起因是人為造成的。但政府亦不否認炎熱的天氣是誘發火勢全面上升的主要原因。

## 結果
上千个房子被烧垮，4城镇几乎被完全毁坏。玛丽斯维尔镇几乎被大火烧毁殆尽。据居民说，当地景象好像日本广岛市原子弹爆炸现场。

## 后续
3月14日，墨尔本和悉尼同时举行慈善音乐会，为火灾的受害者筹集资金。一项灾后研究显示，灾民于灾后经历了以各种复杂情绪，包括愤怒、内疚、悲伤、羞耻的相互作用。

## 外部連結
- fire map